# Дубка
Дубка (укр. Дубка) — село в Чернелицкой поселковой общине Коломыйского района Ивано-Франковской области Украины.
Население по переписи 2001 года составляло 891 человек. Занимает площадь 12,69 км². Почтовый индекс — 78131. Телефонный код — 03430.